# Pulsujärvi
Het Pulsujärvi is een meer in het noorden van Zweden. Het meer ligt in de gemeente Kiruna, in de provincie Norrbottens län, ongeveer 490 meter boven zeeniveau en is een kilometer lang bij een halve kilometer breed. Het water uit het meer stroomt de Pulsurivier in en verder naar de Lainiorivier.
Aan het meer is een onbewoonde nederzetting verbonden met schuilhutten annex overnachtingcabines voor mensen die wandelen en skiën in het natuurgebied Råstofjällen. Er is van de Europese weg 45 een toegangsweg van 60 km naar de nederzetting.